# Good Kid
Good Kid es una banda de indie rock de cinco miembros de Canadá, Toronto, Ontario. La banda está conformada por cinco miembros: el vocalista principal: Nick Frosst, el baterista Jon Kereliuk, el bajista Michael Kozakov y los guitarristas David Wood y Jacob Tsafatinos. La mascota de la banda, conocida como Nomu Kid (Hay una canción con el nombre de "Nomu"), aparece principalmente en sus redes sociales y marketing. Lanzaron su primer EP, titulado Good Kid, en 2018. Dos años después, en 2020, saldría Good Kid 2. de DMCA para que su música pueda usarse en transmisiones. 